# 聖洛倫索 (聖維森特省)
聖洛倫索（西班牙語：San Lorenzo），是薩爾瓦多的城鎮，位於該國中部，由聖維森特省負責管轄，面積18.71平方公里，海拔高度598米，2007年人口6,055，人口密度每平方公里323.62人。
13°43′N 88°48′W / 13.717°N 88.800°W